# Nógrád Volán
Nógrád Volán ([ˈnoːgɾaːd ˈvolaːn]) est une compagnie de bus d'État hongroise desservant Salgótarján et le comitat de Nógrád. En janvier 2015, elle a fusionné dans le KMKK.